# Haruje
Haruje (em árabe: هروج; romaniz.: Haruj) é um complexo de vulcão localizado na Líbia.